# مارك توماس (لاعب هوكي الجليد)
مارك توماس (بالإنجليزية: Mark Thomas)‏ هو لاعب هوكي الجليد بريطاني، ولد في 23 يوليو 1983 في ستوكبورت في المملكة المتحدة.

## وصلات خارجية
- مارك توماس على موقع HockeyDB.com (الإنجليزية)